# カステロ・ブランコ
カステロ・ブランコ（Castelo Branco [kɐʃˈtɛlu ˈβɾɐ̃ku] ( 音声ファイル)）は、ポルトガル、セントロ地方、カステロ・ブランコ県の都市及び基礎自治体。
カステロ・ブランコ市は人口30,649人の教区1つから成っている。基礎自治体としては25の教区があり、約55,000人の人口を持つ。ポルトガルでも面積の広い基礎自治体の一つで、北はフンダン、東はイダニャ＝ア＝ノヴァ、南はスペイン、南西はヴィラ・ヴェーリャ・デ・ローダオン、西はプロエンサ＝ア＝ノヴァとオレイロスに接する。

## 歴史
カステロ・ブランコの名は、ルジタニア＝ローマ時代の城または防衛定住地カストラ・レウカ（Castra Leuca）から生じている。この場所はコリナ・ダ・カルドサの丘の頂上にあった。この丘の丘陵へ人々が定住していった。
1182年以前の歴史はわずかしか知られていない。それにもかかわらず、この年以降の公文書には、ヴィラ・フランカ・ダ・カルドサと呼ばれたわずかな土地が、地元の貴族フェルナンデス・サンチェスによってテンプル騎士団へ寄進されたことが記されている。1213年、自治制と特権を授けられ、初めてカステロ・ブランコの名が現れた。ローマ教皇インノケンティウス3世は、1215年にこの自治制を承認し、カステロ・ブランコの名を与えた。
13世紀頃、テンプル騎士団が城壁と城を築いた。
1510年、新たな特権がポルトガル王マヌエル1世によって授けられ、1642年には町はVilaの地位を獲得した。1771年、カステロ・ブランコは市に昇格し、教皇クレメンス14世は1881年にカステロ・ブランコ司教座を創設した。1858年、アブランテス＝カステロ・ブランコ間に電線が開通した。1860年、市に初めての公共の街灯が点った。1959年、同名のカステロ・ブランコ県の県都となった。
カステロ・ブランコの最も重要な記念物は、司教邸宅庭園である。ポルトガル国内で最も美しいバロック様式庭園の一つであり、寓話、王や星座などの像が池やテラス、階段の周りに設置されている。
ポルトガル語で「白い城」という意味です。

## 経済
市は、冷蔵庫や冷凍庫などを製造するセンタウロ社の本拠地となっている。ダノンのポルトガル支社がカステロ・ブランコに工場を持っており、イベリア半島全体へ供給するダノンの日配品を製造している。また、カステロ・ブランコは、羊の乳からつくられる脂肪分45-60％のセミハードタイプのチーズ、カステロ・ブランコ・チーズ (Queijo de Castelo Branco) が知られる。

## 教育
カステロ・ブランコには国立の高等工芸専門学校であるインスティトゥト・ポリテークニコ・デ・カステロ・ブランコがある。農業、科学、経営、教育、芸術及び健康科学部門がある。

## 交通
鉄道:
- カステロ・ブランコ駅

カステロ・ブランコは、エントロンカメントからアブランテスを経由してコヴィリャへ向かうベイラ・バイシャ鉄道が通過する。路線はポルトガル鉄道が運営しており、各駅停車はエントロンカメントやリスボン、コヴィリャとグアルダへ向かう路線が、快速電車にはリスボン行きとコヴィリャ行きがある。

## 教区
- アルカインス
- アルマセダ
- ベンケレンサス
- カフェデ
- カステロ・ブランコ
- セボライス・デ・シマ
- エスカロス・デ・バイショ
- エスカロス・デ・シマ
- フレイシャル・ド・カンポ
- ジュンカル・ド・カンポ
- ラルドサ
- ロウリサル・ド・カンポ
- ロウサ
- マルピカ・ド・テージョ
- マタ
- モンフォルテ・ダ・ベイラ
- ニーニョ・ド・アソル
- ポヴォア・デ・リオ・モイニョス
- レタソ
- サルゲイロ・ド・カンポ
- サント・アンドレ・ダス・トジェイラス
- サン・ヴィセンテ・ダ・ベイラ
- サルセダス
- ソブラル・ド・カンポ
- ティナリャス

## 観光
- モンサント村 - カステロ・ブランコ駅から車で30分の場所に、ポルトガルで最も村らしい村と呼ばれ、大きな岩を利用して家々が作られている。かつては要塞都市であった。

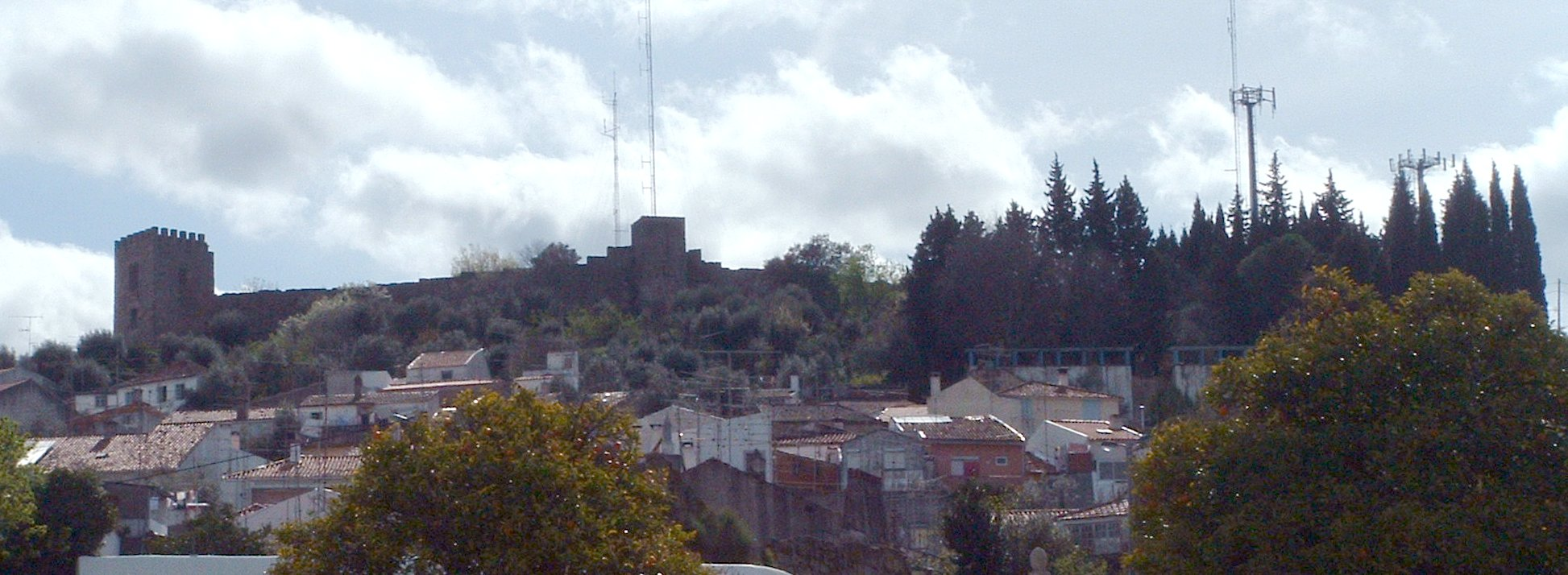
カステロ・ブランコ城
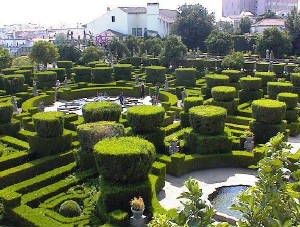
司教邸宅庭園

## 参照
1. ↑  UMA POPULAÇÃO QUE SE URBANIZA, Uma avaliação recente - Cidades, 2004 Nuno Pires Soares, Instituto Geográfico Português (Geographic Institute of Portugal)
2. ↑  本間るみ子; 増井和子; 山田友子 著、文藝春秋 編『チーズ図鑑』（7版）株式会社文藝春秋〈文春新書〉、2009年、183頁。ISBN 4-16-660182-2。

- Statistical Information about the Municipality
- Camara Municipal de Castelo Branco
- Instituto Politécnico de Castelo Branco
- Hospital Amato Lusitano